# Кричев II
Кричев II (бел. Крычаў II) — бывшая железнодорожная станция в одноимённом посёлке Кричевского района Могилёвской области Белоруссии (также недалеко от станции находится агрогородок Красная Буда). Станция располагалась на однопутной тепловозной линии Рославль — Кричев между станциями Шестеровка и Кричев I. В границах станции находилась также закрытая платформа Звезда. Станция относилась к Могилёвскому отделению Белорусской железной дороги.

## История
Станция была открыта в 1931 году в составе линии Шестеровка — Могилёв — Осиповичи.

## Пассажирское движение
Станция не являлась оживленной — до 2016 года её обслуживала одна пара поездов Кричев — Шестеровка в день по выходным дням. С 2017 года пассажирское движение в сторону Рославля было прекращено. На 2024 год пассажирское движение через станцию отсутствует полностью.